# Malva agrigentina
Il malvone di Agrigento (Malva agrigentina (Tineo) Soldano, Banfi & Galasso è una pianta appartenente alla famiglia delle Malvacee endemica della Sicilia.

## Descrizione

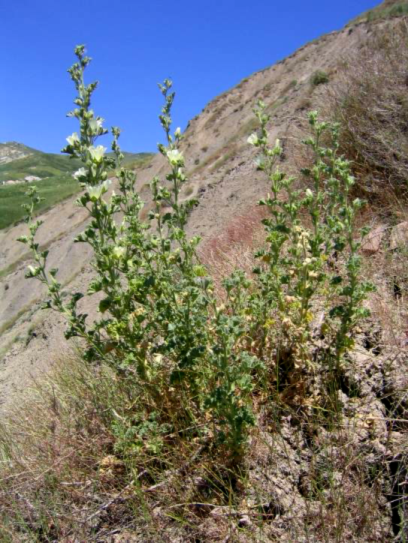
Malva agrigentina nel suo habitat tipico

Pianta alta 3-20 dm, vischiosa e con odore puzzolente-fetido. I fusti sono legnosi alla base, eretti, lanosi, ispidi per soli peli semplici.

### Foglie
Le foglie hanno picciolo di 3–5 cm e lamina a contorno circolare di 2–4 cm, 5 lobate (3 nelle superiori). Le stipole sono ovali di 1–2 cm.

### Fiori
I fiori sono in glomeruli di 3-7, subsessili. I segmenti dell'epicalice e i sepali sono ovati. I petali sono giallo-citrini di 10-16 x 22–26 mm, bilobi.

### Frutti
I frutti sono mericarpi in numero di 12-16, glabri o pubescenti-ghiandolosi, lisci.

## Biologia
Nano-Fanerofita. Fiorisce tra aprile e maggio.

## Distribuzione e habitat
Vive soprattutto al margine dei calanchi dell'agrigentino e del nisseno (0–300 m s.l.m.).